# Barybas boliviana
Barybas boliviana är en skalbaggsart som beskrevs av Moser 1919. Barybas boliviana ingår i släktet Barybas och familjen Melolonthidae. Inga underarter finns listade.